# 飛狼
《飛狼》是1980年代在美國製作播出的電視電影以及電視影集。本片在美國哥倫比亞廣播公司（CBS）電視網從1984年到1986年期間共播映三季，全55集。後來又在1987年於有線頻道美國電視網（USA Network）以新的演員陣容和製作公司另行製播了24集（通常列為第四季）。

## 劇情概要
飛狼是一架能夠以超音速飛行的軍用直昇機。霍克是飛狼原始試飛員之一，受僱於某「公司」（The Firm，實際上是負責製造飛狼的中情局分處），任務是將飛狼從它的原始設計者「莫飛」手中偷回來，因為莫飛打算把飛狼賣給利比亞。
然而成功奪回飛狼的霍克，並不打算把飛機還給中情局，而是以交出飛狼為條件。要求「山姆大叔」（Uncle Sam，美國的暱稱），讓「公司」去尋找他失蹤的兄長霍辛金的下落。辛金是在參與越戰時失蹤（MIA）的（在第一季首集劇情的時間點，辛金已經失蹤14年）。系列影集中也描寫到美國政府一直亟於找出霍克，因為他老是用他藏在內華達沙漠「天神谷」（Valley of the Gods，實際拍攝地為位於科羅拉多高原的紀念碑谷）中的新玩具耍得他們團團轉。
最終，中情局特別作戰部長「大天使」（Archangel）與霍克之間的協議終於成立，霍克最終為中情局所雇用。但交換條件是中情局必須提供美國政府企圖逮捕霍克的相關情報，並協尋辛金的下落；而相對的，霍克也必須適時出動飛狼，為中情局的作戰助一臂之力，經費則由政府負擔。

## 首集的版本差異
第一季的首集，分為首播時於電視台播出用的兩小時（含廣告）「CBS播出版」（1984年1月22日，在CBS電視網於轉播超級盃美式足球賽之後播出），與發售錄影帶所用的「電視電影版」兩種版本，而兩版本之間在部分配樂與段落剪接配置方式均有不同之處。相較於電視電影版的一集完結方式，CBS播出版則是以系列化為前提之下，追加了部分電視電影版所沒有的畫面（如開頭的劇情提要剪輯畫面，與劇末大天使要求霍克在往後協助他的情節等）。

## 主要人物
黑體字部份為台灣電視公司改中文配音後所變更的角色名。

### 第一至三季主要人物
- 霍克＝史特林費洛（史特林）·霍克（Stringfellow "String" Hawke）：詹-麥可·文生（Jan-Michael Vincent）飾演

台灣配音：劉錫華
34歲，飛狼的正駕駛。為越戰退役的傑出直升機飛行員。
表面上的職業為「沈大佬航空」的直升機飛行員。平時與愛犬「阿泰」住在湖畔的山莊，屋內裝飾了祖父所收集的名畫收藏品，並喜歡在屋外拉大提琴。由於12歳時父母因船難喪生、在前往越南出征前女友遇車禍過世，加上在越戰戰場上與胞兄辛金的失散，連串事件使他認為自己會對所重視的人們帶來不幸，因而過著離群索居的孤獨生活。
原音版中沈大佬通常不稱呼他的全名，而以簡稱「史特林」（String）代替。
第四季首集中，被裝在沈大佬航空直升機上的炸彈波及身受重傷退場，但終於與平安歸來的胞兄辛金相見（第四季改由辛金成為主角）。
- 沈大佬＝唐明尼·聖汀尼（Dominic Santini）：歐尼斯·鮑寧（Ernest Borgnine）飾演

台灣配音：朱志屏？
飛狼的副駕駛；也是霍克最要好的朋友，過去曾與霍克之父同為二次世界大戰時的戰友。他開設了一間直升機中小型運輸業公司「沈大佬航空」（聖汀尼航空＝Santini Air）。
飾演此角色的鮑寧原為影星，曾以1955年的《馬蒂》一片榮獲奧斯卡影帝。
在第四季首集中角色雖有出現，不過卻是用體型類似的演員以背影登場（鮑寧本人未出現），且僅有角色死前的些微畫面。劇中則是交代他遭到裝在直升機上的炸彈炸死。
- 大天使＝麥可·科史密斯·布里吉三世（Michael "Archangel" Coldsmith Briggs III）：艾力克斯·寇德（Alex Cord）飾演

台灣配音：黃偉力
「公司」謎一般的處長（實為中情局特別作戰部長），代號為「大天使」（因為他的名字「麥可」，與大天使米迦勒之名拼法相同）。對霍克雖然常展現出施壓的態度，實際上則是對霍克與沈大佬寄予完全的信賴，並在暗地裡於意圖逮捕霍克回收飛狼的中情局內部擔任居中調停。
平時均以一身白色西裝出現，而他手下的探員（多為年輕女性）也多穿著白色系服裝，有時也會協助飛狼的操縱。頂頭上司的代號則為「宙斯」（委員長），但以宙斯為首腦的「委員會」詳情則仍屬不明。
第四季中未登場，僅於首集交代下落為調職。
- 凱玲＝凱特琳·歐軒尼詩（Caitlin O'Shaunessy）：珍·布魯斯·史考特（Jean Bruce Scott）飾演

於第2季起登場。原為德州公路巡邏隊的女警官，也是空中警察的直升機飛行員，個性不讓鬚眉。因某事件之故救了霍克等人，而後以此事為契機在「沈大佬航空」工作。最初霍克他們依然對凱玲隱瞞飛狼的祕密，但後來由於沈大佬受傷住院，而使她成為飛狼的第三名乘員。
在第四季中完全未交代下落即於劇中消失。
- 霍辛金＝辛金·霍克（Saint John Hawke）：克里斯·康納利（Christopher "Chris" Connelly）飾演

霍克的哥哥，在越戰戰場上失蹤十餘年下落不明。在劇中多以照片或在第一、二季數集中的回想畫面出現。
演員克里斯·康納利過去曾參與演出過在台灣較有知名度的作品，則包括也是由台視播出過的1960年代著名肥皂劇影集《小城風雨》（Peyton Place），以及中視曾播出的《彩色世界》（Walt Disney's Wonderful World of Color）等。另外在1974年，也曾與當時尚為童星的茱蒂·佛斯特合演過著名電影《紙月亮》的影集版本。
在第四季劇情中隨著霍克的退場成為主角，飾演者並有所變更。

### 第四季更替登場人物
- 霍辛金＝辛金·霍克（Saint John Hawke）：貝瑞·范·戴克（Barry Van Dyke）飾演
- 沈嬌＝喬·聖汀尼（Jo Santini）：蜜雪兒·史卡拉貝利（Michele Scarabelli）飾演
- 雷帥哥＝麥克·瑞佛斯（Mike Rivers）：傑倫特·溫·戴維斯（Geraint Wyn Davies）飾演
- 黑天使洛可＝傑森·洛克（Jason Locke）：安東尼·薛伍德（Anthony Sherwood）飾演

## 製作群
《飛狼》的原創者是唐納‧貝里沙立歐（Donald Bellisario），他也是《夏威夷之虎》（Magnum, P.I.）、《時空怪客》（Quantum Leap）、《執法悍將》（JAG）和《重返犯罪現場》（NCIS）等影集的原創人。《飛狼》最早是1984年的電視電影，之後則衍生出一部影集。以合成器為主的強勁配樂由席維斯特·萊維（Sylvester Levay）作曲與彈奏。它的節奏讓人聯想起直昇機旋翼轉動的嗡嗡聲。

## 第四季的變化
第四季（1987年）被絕大多數的影迷們認為是水準以下，因為原先的演員陣容，很快地就在首集中唐突的以被殺、重傷甚至毫無交代的方式迅速退場，霍克的哥哥霍辛金神秘出現，並且活得好好的（演員亦出現變更），他取代了霍克成為主角，影集的製作工作也搬到了加拿大的溫哥華，拍攝預算也遭刪減，因此改以VTR攝影方式拍攝（前三季為使用電影膠卷拍攝）。工作人員無法使用原來的飛狼直昇機，所有飛行場景都是將前三季的畫面回收使用，因而造成畫面品質不一致的現象，另外還製作了一個等比例模型來拍攝靜態場景。再加上廉價的特效畫面等因素，均造成此季的總體評價遠低於前三季。

## 飛狼直昇機介紹
飛狼實際上是一架貝爾222型（序號「47085」，航空器註冊編號「N3176S」）直昇機，漆成黑色並加上許多劇情用的道具改裝，像是渦輪發動機與進氣口、藏在兩側輪艙前方的鏈炮（Chain Gun）、機腹還有可以收縮的全向火箭發射器（ADF Pod）等，在影集中出現過的武器包括空對空的AIM-9響尾蛇飛彈、空對地的地獄火與AGM-65小牛飛彈等（但實際出現在片中時均以後製特效處理）。在第一季之後，製作人考慮到「鏈炮」（chain gun）是麥克唐納·道格拉斯（McDonnell Douglas）公司的註冊商標，所以後來就不再這麼稱呼它。其他的修改則是靠音效人員和舞台背景達成。內部的裝潢充滿了高科技的氣息；它的「潛航」（靜音飛行）能力，則是靠大量運用後製音效來達成，它有時還會被稱作「女士」（The Lady）。劇中還有架孿生姐妹機「飛狼2號」（Airwolf II，又名「紅狼」（Redwolf）），於第三季第2集中出現，並上演兩機對決的戲碼。
曾於電影《機器戰士》（Solo）中演出。
影集下檔之後，這些修改就被移除了。直昇機重新烤漆，最後賣給德國一家直昇機出租公司（也叫做與藍天直昇機聯盟），註冊號碼為。但於1992年6月6日墜毀，機上三名乘客全數喪生。
另外，由於原本卸除掉的外裝配件成為個人收藏品之故，在2006年，由位於田納西州鴿子谷（Pigeon Forge）的直昇機博物館將這些配件採模複製後，搭配另一架廢棄的貝爾222組裝成原寸大複製品。在這間直昇機博物館關閉後，移往同在田納西州賽維爾維爾（Sevierville）的航空博物館展示。

## 海外播放
在台灣，《飛狼》曾由台視於1985年（民國74年）1月4日起，於每週五夜間11:30以英語原音播映，後來因為觀眾反應時間過晚要求更改時間，而5月30日調整至每週四晚間9:30每次放映兩集（播至第二季）；隨後又因為《天龍特攻隊》等中文配音影集反應甚佳，台視改配中文後再次於週六黃金時段自第一季開始播出。另外民視亦曾製播中文配音版本。2016年則在有線頻道「HITS」陸續重播第一至三季。
除此之外，本作亦在日本、西班牙等其他國家播出。

## 衍生作品

### 電腦遊戲
有許多電腦遊戲也使用了「飛狼」這個名字。在歐洲，Commodore 64、ZX Spectrum、以及Amstrad CPC平台上的飛狼遊戲都相當地受歡迎。原本有計畫要把歐洲製造C64版本的飛狼遊戲改名成「啟示錄要塞2」（Fort Apocalypse 2），不過後來就放棄了。飛狼C64版是由尼爾·貝特（Neil A. Bate）和克里斯·哈維（Chris Harvey）設計與程式撰寫，克里斯·哈維和羅瑞·格林（Rory Green）負責圖形設計，馬克·庫克西（Mark Cooksey）負責配樂。亦有推出任天堂紅白機版本。

## DVD與BD
影集第一季在2005年5月24日在美國發行了DVD，之後並在2006、2007、2011年將後續的第2-4季都發行了DVD。BD版則於2014年至2015年陸續推出。

## 外部連結
- 台灣電視資料庫[永久]
- Airwolf.org
- 德國線上直昇機註冊資料查詢（請查47085） （页面存档备份，存于）
- 墜機細節
- 原始插曲，重新錄製成立體 （页面存档备份，存于）
- 《狼穴》（The Wolf's Lair）影迷雜誌，季刊，2005年1月創刊，有獨家照片和專訪
- MobyGames網站上的《飛狼》遊戲介紹 （页面存档备份，存于）
- 本作的日本版DVD與BD發售官網 （页面存档备份，存于）